# Simbolo niceno-costantinopolitano

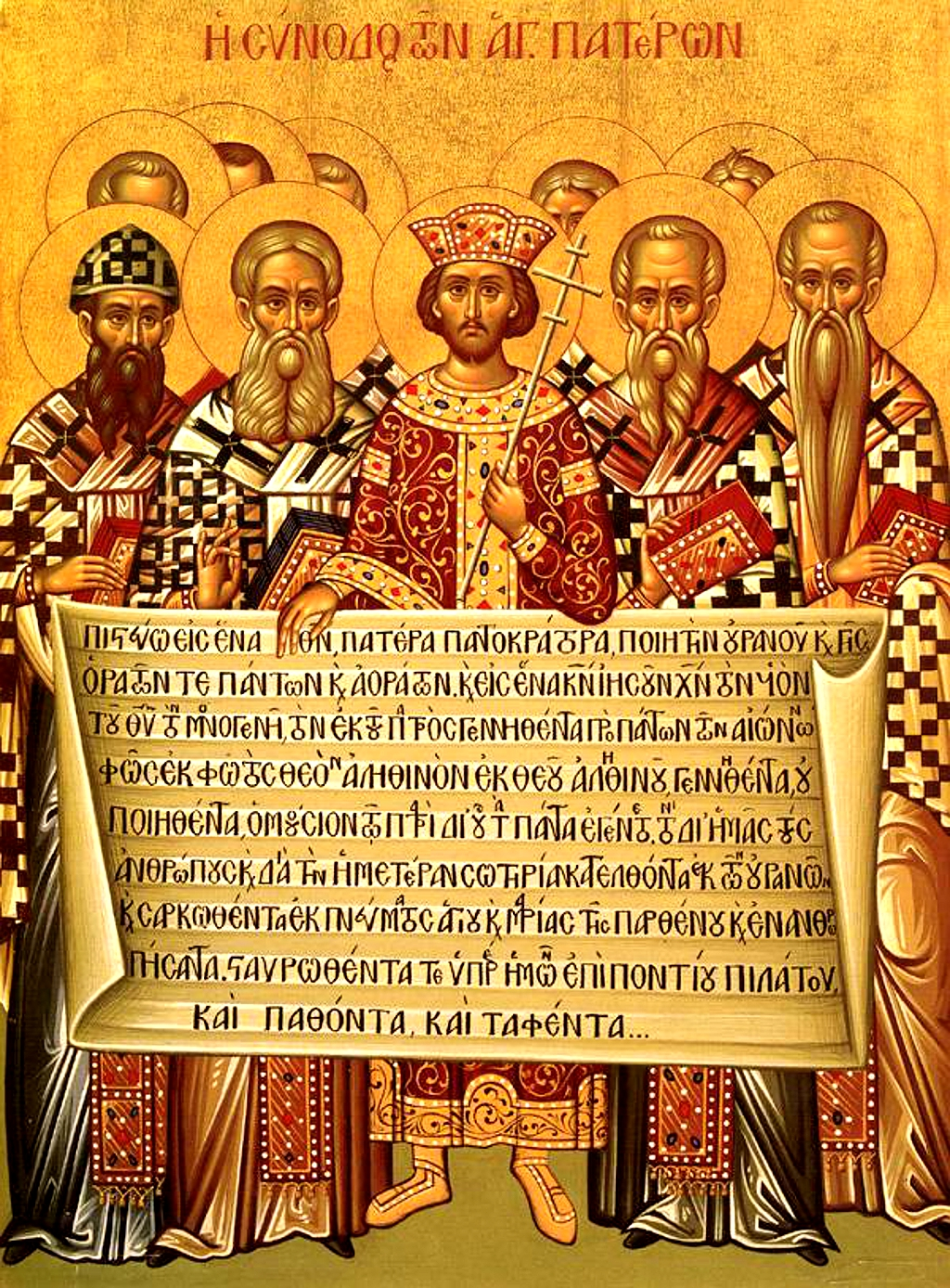
Icona russa che raffigura Costantino I fra i Padri conciliari al primo Concilio di Nicea (325): il rotolo contiene anacronisticamente il testo del Simbolo niceno-costantinopolitano del 381 nella forma posteriormente datagli nella liturgia greca (πιστεύω invece di πιστεύομεν).

Il Simbolo niceno-costantinopolitano o Credo niceno-costantinopolitano (Symbolum Nicaenum Costantinopolitanum), è una formula di fede relativa all'unicità di Dio, alla natura di Gesù e, implicitamente, pur senza usare il termine, alla trinità delle persone divine. Composto, in origine, dalla formulazione approvata al primo concilio di Nicea (325) (a cui vennero aggiunti ampliamenti, relativi anche allo Spirito Santo, nel primo concilio di Costantinopoli) esso fu redatto a seguito delle dispute che attraversavano la chiesa del IV secolo, soprattutto a causa delle teorie cristologiche di Ario (Arianesimo). Il simbolo niceno-costantinopolitano è ampiamente usato nella liturgia cristiana, viene infatti recitato anche durante la Santa Messa.
Il termine "simbolo" è derivato dal greco σύμβολον, che inizialmente aveva il senso di "tessera di riconoscimento" o contrassegno: due persone spezzavano in due una piastrina di terracotta o un pezzetto di legno e ciascuno ne tratteneva una parte, così che, in un tempo successivo, il perfetto combaciare delle due parti provava l'identità delle persone. Il simbolo della fede è quindi la tessera o segno di riconoscimento tra i fedeli cristiani. Nella Chiesa dei primi secoli esisteva un rito chiamato Traditio Symboli (cioè Consegna del Simbolo, o Credo) con il quale la Chiesa, metaforicamente, "metteva insieme" (questo il senso della parola greca symbolon) e "consegnava" ai catecumeni una sorta di sintesi delle verità in cui credere.

## Differenze tra Occidente e Oriente
San Basilio Magno sostenne vigorosamente la tesi dell'uguaglianza delle tre divine persone della SS. Trinità nell'onore, che poi, dopo la sua morte, al Concilio di Costantinopoli I si tradusse nella formula "e con il Padre e il Figlio è adorato e glorificato". Egli contribuì anche all'affermazione della divinità dello Spirito Santo (alle parole: "che è Signore e dà la vita").
In base al Credo (Crediamo) approvato al primo concilio di Costantinopoli (381), "lo Spirito Santo procede dal Padre", senza aggiungere altro. Nelle Chiese occidentali, nei secoli successivi, la versione latina veniva a differenziarsi per due aggiunte: Deum de Deo ("Dio da Dio") e Filioque ("e dal Figlio", cioè lo Spirito Santo procede dal Padre e dal Figlio). Di queste, la prima riprende una frase del simbolo originale niceno omessa nella versione adottata nel primo concilio di Costantinopoli. La seconda aggiunta, più tardiva, è all'origine di una disputa teologica, addotta dal patriarca di Costantinopoli Fozio nel conflitto con la Sede Romana nel IX secolo sulla giurisdizione ecclesiastica della penisola balcanica (Chiesa bulgara). Ma non fu esaminata e discussa nonostante il (doppio) concilio Costantinopolitano IV, ove Roma si impegnò a non aggiungere. Solo usata a pretesto per denigrare la Chiesa romana nella competizione balcanica. E tale fu, con altri secondari, un secolo e mezzo dopo per il Grande Scisma o Scisma d'Oriente (1054), sostanzialmente sempre politico.
Fino al IX secolo, in Occidente le Chiese locali ebbero la facoltà di scegliere se adottare o meno le due varianti, mentre nell'Impero bizantino nessuna di queste due varianti fu adottata. La variante con l'inserzione del Filioque, partita dalla Spagna visigota (sinodo di Toledo), si diffuse soprattutto nel mondo franco e germanico, dove la Chiesa era severamente impegnata a contrastare l'arianesimo. Una svolta si ebbe quando Carlo Magno (742-814), col sinodo di Francoforte del 794 o poi col sinodo di Aquisgrana dell'809, avrebbe imposto l'inserimento nel Credo di queste aggiunte nei territori dell'Impero, nonostante l'opposizione del papa Leone III (i vescovi italiani, nel complesso, rimasero favorevoli alla versione in uso nell'Impero bizantino). L'aggiunta divenne nota a Costantinopoli nel IX secolo durante la vertenza sull'autonomia della nuova Chiesa bulgara in concorrenza tra le due Sedi imperiali, ed allora rilevata polemicamente dal patriarca Fozio. Fu accettato anche a Roma solo nell'XI secolo, approvato da Benedetto VIII (sinodo del 1014) su richiesta dell'imperatore Enrico II di Germania.
Successivamente nel concilio di Firenze (1438/39) si raggiunse un accordo tra le Chiese greca e latina sul Filioque. Ma dopo il ritorno in patria non vi fu la ricezione da parte di tutti, specie dei monaci, oltre al vescovo Marco d'Efeso, capo dell'opposizione. Non tanto nel merito (indimostrabile, come tutto il resto) quanto dell'irregolarità dell'aggiunta, extraconciliare, ad un testo ritenuto immodificabile. Anche il concilio fu poi, sotto dominazione ottomana, sconfessato dal sinodo di Costantinopoli del 1484, organizzato dal patriarca simoniaco Simeone I. 
Sia la Chiesa cattolica latina, che le maggiori Chiese protestanti, mantengono queste due aggiunte nella recita del Credo niceno-costantinopolitano, almeno nel testo latino. La Chiesa ortodossa, invece, resta fedele al testo greco conciliare, salvo l'uso del singolare ("Credo") invece del plurale ("Crediamo") dei Padri conciliari. Anche la maggior parte delle Chiese ortodosse orientali adoperano il testo originale del concilio. Però, nella versione della Chiesa apostolica armena, che mantiene il plurale originale ("Crediamo"), le aggiunte sono molto più numerose che nelle Chiesa occidentale.
Il Credo non afferma i quattro dogmi mariani che appartengono alla teologia dogmatica e sono parte integrante e sostanziale della fede cattolica. Alle parole e si incarnò nel grembo della Vergine Maria è affermato il concepimento verginale di Gesù per opera dello Spirito Santo.

## I due testi del Credo
La versione latina usata nel rito romano è sostanzialmente fedele al testo del Concilio del 381, ma pronunciato al singolare (credo) invece dell'originale plurale (crediamo) e contiene due aggiunte rispetto al testo liturgico greco: Deum de Deo, frase che si trovava nel testo del Concilio del 325, e l'espressione Filioque.
La traduzione italiana è la versione del Messale Romano, seconda edizione (1983).
Tra [parentesi quadre] le parti del simbolo niceno omesse dal successivo niceno-costantinopolitano. In grassetto le parti assenti nel simbolo niceno e aggiunte dal successivo niceno-costantinopolitano. In corsivo i verbi cambiati da plurale a singolare e le frasi aggiunte al testo niceno-costantinopolitano.
| Primo Concilio di Nicea (325) Simbolo niceno | Primo Concilio di Costantinopoli (381) Simbolo niceno-costantinopolitano | Testo latino del Simbolo niceno-costantinopolitano | Traduzione italiana del Simbolo niceno-costantinopolitano |
| --- | --- | --- | --- |
| Πιστεύομεν εἰς ἕνα Θεόν Πατέρα παντοκράτορα, [πάντων] ὁρατῶν τε και ἀοράτων ποιητήν. | Πιστεύομεν εἰς ἕνα Θεόν, Πατέρα Παντοκράτορα, ποιητὴν οὐρανοῦ καὶ γῆς, ὁρατῶν τε πάντων καὶ ἀοράτων.                                                                           | Credo in unum Deum, Patrem omnipotentem, factórem caeli et terrae, visibilium omnium et invisibilium.                                                                     | Credo in un solo Dio, Padre onnipotente, creatore del cielo e della terra, di tutte le cose visibili e invisibili.                                                             |
| Καὶ εἰς ἕνα κύριον Ἰησοῦν Χριστόν, τὸν υἱὸν τοῦ θεοῦ, γεννηθέντα ἐκ τοῦ Πατρὸς μονογενῆ, | Καὶ εἰς ἕνα Κύριον Ἰησοῦν Χριστόν, τὸν Υἱὸν τοῦ Θεοῦ τὸν μονογενῆ, τὸν ἐκ τοῦ Πατρὸς γεννηθέντα πρὸ πάντων τῶν αἰώνων·                                                         | Et in unum Dóminum Iesum Christum, Fílium Dei Unigenitum, et ex Patre natum ante omnia saecula.                                                                           | Credo in un solo Signore, Gesù Cristo, unigenito Figlio di Dio, nato dal Padre prima di tutti i secoli:                                                                        |
| [τουτέστιν ἐκ τῆς ουσίας τοῦ Πατρός,] | | | |
| [θεὸν εκ θεοῦ,] | | Deum de Deo, | Dio da Dio, |
| φῶς ἐκ φωτός, Θεὸν ἀληθινὸν ἐκ Θεοῦ ἀληθινοῦ, γεννηθέντα οὐ ποιηθέντα, ὁμοούσιον τῷ πατρί, δι' οὗ τὰ πάντα ἐγένετο, | φῶς ἐκ φωτός, Θεὸν ἀληθινὸν ἐκ Θεοῦ ἀληθινοῦ, γεννηθέντα οὐ ποιηθέντα, ὁμοούσιον τῷ Πατρί, δι' οὗ τὰ πάντα ἐγένετο.                                                            | lumen de lumine, Deum verum de Deo vero, genitum, non factum, consubstantialem Patri: per quem omnia facta sunt.                                                          | Luce da Luce, Dio vero da Dio vero, generato, non creato, della stessa sostanza del Padre; per mezzo di lui tutte le cose sono state create.                                   |
| [τά τε ἐν τῷ οὐρανῷ καὶ τά ἐν τῇ γῆ]. | | | |
| Tὸν δι' ἡμᾶς τοὺς ἀνθρώπους καὶ διὰ τὴν ἡμετέραν σωτηρίαν κατελθόντα καὶ σαρκωθέντα, ἐνανθρωπήσαντα, | Τὸν δι' ἡμᾶς τοὺς ἀνθρώπους καὶ διὰ τὴν ἡμετέραν σωτηρίαν κατελθόντα ἐκ τῶν οὐρανῶν καὶ σαρκωθέντα ἐκ Πνεύματος Ἁγίου καὶ Μαρίας τῆς Παρθένου καὶ ἐνανθρωπήσαντα.              | Qui propter nos homines et propter nostram salutem descendit de caelis. Et incarnatus est de Spiritu Sancto ex Maria Virgine, et homo factus est.                         | Per noi uomini e per la nostra salvezza discese dal cielo e per opera dello Spirito Santo si è incarnato nel seno della Vergine Maria e si è fatto uomo.                       |
| παθόντα, | Σταυρωθέντα τε ὑπὲρ ἡμῶν ἐπὶ Ποντίου Πιλάτου, καὶ παθόντα καὶ ταφέντα. | Crucifixus etiam pro nobis sub Pontio Pilato; passus et sepultus est. | Fu crocifisso per noi sotto Ponzio Pilato, morì e fu sepolto. |
| καὶ ἀναστάντα τῇ τριτῇ ἡμέρᾳ, | Καὶ ἀναστάντα τῇ τρίτῃ ἡμέρᾳ κατὰ τὰς Γραφάς. | Et resurrexit tértia die, secundum Scripturas, | Il terzo giorno è risuscitato, secondo le Scritture, |
| καὶ ἀνελθόντα εἰς τοὺς οὐρανούς, | Καὶ ἀνελθόντα εἰς τοὺς οὐρανοὺς καὶ καθεζόμενον ἐv δεξιᾷ τοῦ Πατρός. | et ascendit in caelum, sedet ad dexteram Patris. | è salito al cielo, siede alla destra del Padre. |
| ἐρχόμενον κρῖναι ζῶντας καὶ νεκρούς. | Καὶ πάλιν ἐρχόμενον μετὰ δόξης κρῖναι ζῶντας καὶ νεκρούς, οὗ τῆς βασιλείας οὐκ ἔσται τέλος.                                                                                    | Et iterum venturus est cum gloria, iudicare vivos et mortuos, cuius regni non erit finis.                                                                                 | E di nuovo verrà, nella gloria, per giudicare i vivi e i morti, e il suo regno non avrà fine.                                                                                  |
| Καὶ εἰς τὸ Ἅγιον Πνεῦμα. | Καὶ εἰς τὸ Πνεῦμα τὸ Ἅγιον, τὸ κύριον καὶ τὸ ζῳοποιόν, τὸ ἐκ τοῦ Πατρὸς ἐκπορευόμενον, τὸ σὺν Πατρὶ καὶ Υἱῷ συμπροσκυνούμενον καὶ συνδοξαζόμενον, τὸ λαλῆσαν διὰ τῶν προφητῶν. | Et in Spíritum Sanctum, Dominum et vivificantem: qui ex Patre Filioque procedit. Qui cum Patre et Filio simul adoratur et conglorificatur: qui locutus est per prophetas. | Credo nello Spirito Santo, che è Signore e dà la vita, e procede dal Padre e dal Figlio. Con il Padre e il Figlio è adorato e glorificato, e ha parlato per mezzo dei profeti. |
| | Εἰς μίαν, Ἁγίαν, Καθολικὴν καὶ Ἀποστολικὴν Ἐκκλησίαν. | Et unam, sanctam, catholicam et apostolicam Ecclesiam. | Credo la Chiesa una, santa, cattolica e apostolica. |
| | Ὁμολογοῦμεν ἓν βάπτισμα εἰς ἄφεσιν ἁμαρτιῶν. | Confiteor unum baptisma in remissionem peccatorum. | Professo un solo battesimo per il perdono dei peccati. |
| | Προσδοκοῦμεν ἀνάστασιν νεκρῶν. | Et exspecto resurrectionem mortuorum, | Aspetto la risurrezione dei morti |
| | Καὶ ζωὴν τοῦ μέλλοντος αἰῶνος. Ἀμήν.. | et vitam venturi saeculi. Amen. | e la vita del mondo che verrà. Amen. |
| [Τοὺς δὲ λέγοντας· ἦν ποτε ὅτε οὐκ ἦν, καὶ πρὶν γεννηθῆναι οὐκ ἦν, καὶ ὅτι ἐξ οὐκ ὄντων ἐγένετο, ἢ ἐξ ἑτέρας ὑποστάσεως ἢ οὐσίας φάσκοντας εἶναι, ἢ κτιστόν, ἢ τρεπτὸν ἢ ἀλλοιωτὸν τὸν υἱὸν τοῦ θεοῦ, ἀναθεματίζει ἡ καθολικὴ ἐκκλησία.] | | | |

## Altricredonella liturgia cattolica
Il simbolo niceno-costantinopolitano utilizzato nella liturgia della messa di rito romano può essere sostituito dal Simbolo degli apostoli, detto anche simbolo battesimale della Chiesa romana, in particolare durante la Quaresima ed il tempo di Pasqua.
Nell'ora canonica di prima, abolita per disposizione del Concilio Vaticano II, si recitava in alcune domeniche il simbolo atanasiano.